# 閃光 -ひかり- のVEIL
「閃光 -ひかり- のVEIL」（ひかりのヴェール）はMAXの9枚目のシングルである。1998年4月22日発売。

## 概要
作編曲に横山輝一を迎え、ラテンのリズムが取り入れられたダンスナンバー。
後に横山自身がアルバム『ARTIST'S PROOF』（2003年）で「閃光-ひかり-のVEIL」をセルフカバーしている。

## 収録曲
1. 閃光-ひかり-のVEIL
作詞：松井五郎 / 作曲・編曲：横山輝一
2. SO REAL
作詞：松井五郎 / 作曲・編曲：横山輝一
3. 閃光-ひかり- のVEIL (Original Karaoke)
4. SO REAL (Original Karaoke)

## タイアップ
閃光 -ひかり- のVEIL
KOSE「VISEE」CMソング
SO REAL
ダイドー「mistio」プレゼント篇CMソング

## 収録アルバム
閃光-ひかり-のVEIL
- MAXIMUM GROOVE (#2)
- MAXIMUM COLLECTION (#9)
- PRECIOUS COLLECTION 1995-2002 (Disc-1 #9)
- MAXIMUM PERFECT BEST (Disc-2 #14)
- SUPER EUROBEAT presents HYPER EURO MAX (#2, Traditional Mix)
- NEW EDITION 〜MAXIMUM HITS〜 (#12, CLAZZIQUAI PROJECT REMIX)

SO REAL
- MAXIMUM COLLECTION (#10)